# Аполло (кабельная система)

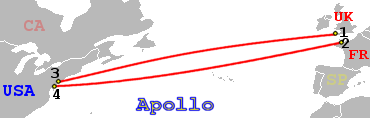
1 - город Буд, Англия; 2 - город Ланьон, Франция; 3 - город Шерли, США; 4 - Манаскуан, США

Аполло (англ. Apollo) — подводная кабельная система, проложенная по дну Атлантического океана и соединяющая Европейский континент с Северо-Американским континентом. Представляет собой две независимые кабельные линии. Северная линия соединяет английский город Буд (англ. Bude) c американским городом Ширли (англ. Shirley) в штате Нью-Йорк. Южная линия соединяет французский город Ланьон (фр. Lannion) с американским боро Манаскуан (англ. Manasquan) в штате Нью-Джерси .
Протяжённость кабельной системы - 13000 км. 
Собственником кабельной системы Аполло является компания Apollo Submarine Cable System Ltd, которую учредили Cable & Wireless и Alcatel. 
Пропускная способность кабельной системы является самой высокой в мире и составляет 3,2 терабит/с в каждом направлении.